# Jyothi Surekha Vennam
Jyothi Surekha Vennam, née le 3 juillet 1996 à Challapalli, District de Krishna est une archère indienne.

## Biographie
Jyothi Surekha Vennam remporte la médaille de bronze aux Jeux asiatiques de 2014 à Incheon dans l'épreuve d'arc à poulies par équipe féminine avec Purvasha Shende et Trisha Deb. 
En 2017, elle décroche l'argent par équipe aux championnats du monde de tir à l'arc. 
En 2023, elle est la première archère indienne à gagner l'or aux Championnats du monde de tir à l'arc. 